# Platysepalum violaceum
Platysepalum violaceum är en ärtväxtart som beskrevs av John Gilbert Baker. Platysepalum violaceum ingår i släktet Platysepalum och familjen ärtväxter. Inga underarter finns listade i Catalogue of Life.